# Purushottamnagar
Purushottamnagar è una suddivisione dell'India, classificata come census town, di 3.594 abitanti, situata nel distretto di Nandurbar, nello stato federato del Maharashtra. In base al numero di abitanti la città rientra nella classe VI (meno di 5.000 persone).

## Geografia fisica
La città è situata a 21° 34' 22 N e 74° 29' 57 E.

## Società

### Evoluzione demografica
Al censimento del 2001 la popolazione di Purushottamnagar assommava a 3.594 persone, delle quali 1.919 maschi e 1.675 femmine. I bambini di età inferiore o uguale ai sei anni assommavano a 370, dei quali 203 maschi e 167 femmine. Infine, coloro che erano in grado di saper almeno leggere e scrivere erano 2.795, dei quali 1.602 maschi e 1.193 femmine.